# العقبة (العراق)
العقبة أو عقبة الشيطان أو الأعكبة أو العكبة منطقة عراقية في ناحية الشبكة في قضاء النجف بمحافظة النجف بصحراء الحجرة بالبادية العراقية جنوب غرب العراق، كانت محطة مسافرين في طريق الحج الكوفي المتجه من الكوفة شرقاً إلى مكة غرباً، قال مرتضى الزبيدي في تاج العروس إن واقصة "بَيْنَ الفَرْعَاءِ وعَقَبَةِ الشَّيْطَانِ، بالبَاديَةِ، منْ مَنَازلِ حاجِّ العِرَاقِ لبَنِي شِهَابٍ من طَيِّء. ويُقَال لَهَا وَاقِصَةُ الحُزُونِ، وَهِي دُونَ زُبَالَةَ بمَرْحَلَتَيْن". وقال ابن بطوطة في رحلته "ثم رحلنا فنزلنا دون العقبة المعروفة بعقبة الشيطان وصعدنا العقبة في اليوم الثاني وليس بهذا الطريق وعر سواها على أنها ليست بصعبة ولا طائلة ثم نزلنا موضعاً يُسمى واقصة". المسافة 217 كيلومتراً بين العقبة وبين مدينة النجف، قال محمد عبد الغني السعيدي في مقاله (طريق الحج العراقي (الكوفة – مكة المكرمة).. متابعة ميدانية) إن بعد بركة العقبة "بـ 3 كم يوجد سد قديم تم بناؤه في تلك الفترة التي تم بها بناء البرك وحفر الآبار، وبعد السد بمسافة 1 كم تنتهي الحدود العراقية وتبدأ الحدود السعودية"، وبين محطة العقبة بالعراق ومحطة زبالة بالسعودية 92 كيلومتراً. ذكرَ هوبير المتوفى سنة 1884 م أن في العقبة أربعة آبار ضخمة "مِن أروع الآبار التي رأيتُها في حياتي"، سُوّرت جدران إحداها بمساحة 32 متراً مربعاً وُحفرت الباقيات في الصخر، وقال هوبير "تشكل هذه الآبار تُحفاً فنية بكل معنى الكلمة والتي أنجزت بعناية فائقة تصل إلى عمق 60 متراً". وفي غرب بركة العقبة آكام اسمها "خشم العقبة".
ذكر ابن رسته المتوفى سنة 300 هـ في كتابه الأعلاق النفيسة أن سفح العقبة الأصلي كان منحدراً حاداً وقد أصبح متدرجاً.
وذُكر سنة 2022 أن الحكومة العراقية ساعية إلى تأهيل أربعة مواقع من درب زبيدة، منها (محطة العقبة الحدودية)، لتسجيلها ضمن لائحة اليونيسكو للتراث العالمي.

## في طريق الحسين
مرّ بالعقبة الحسينُ بنُ علي بن أبي طالب في طريقه من مكة إلى الكوفة، ورُويَ عن الصادق أنه قال إن الحسين " لمّا صعد عقبة البطن، قال لأصحابه : «ما أراني إلاّ مقتولاً». قالوا : وما ذاك يا أبا عبد الله؟ قال : «رؤيا رأيتها في المنام». قالوا : وما هي يابن رسول الله؟ قال : «رأيت كأنّ كلاباً تنهشني، وأشدّها عليّ كلب أبقع». قالوا : ثمّ سار من العقبة قاصداً واقصة".

## هجوم القرامطة
قال عامر عجاج حميد في بحثه (القوافل بين أمل الوصول وخوف اللصوص) "وقـام زكرويه القرمطي فـي العام ٢٩٤هـ بقطع طريـــــق الحـــــاج حيـــــث أقـــــام فـــــي السلمان ينتظر القافلة وعنـدما بلغـت واقصـه يـوم السـابع مـن محـرم فـي تلـك السـنة ابلغهـم اهلهـا بتـربص القرامطـة لهـم فلـم ينزلـوا واسـتمروا فـي مسـيرهم وعنـد وصـول القرامطـة الـى واقصـه وكــانوا يتوقعــون مبيــت الحجــاج فيهــا كونهــا محطــة رئيســة للراحــة اخبــرهم اهلهــا برحيــل الحجــاج، فخاصمهم زكرويه واتهمهم بأنهم هم من أبلغ الحُجاج بتربص القرامطة بـه، فقتـل بعـض مـن كـان يعمل ببيع العلف لدواب الحجاج خارج البلدة واحرق العلف، ومن الواضـح انهـا كانـت مكانـا رئيسـا لبيـع الاعـلاف للقوافـل وتوضـح لنـا بعـض مهـن سـكان البلـدات والقـرى الواقعـة علـى طـرق القوافـل، وتحصن اهل واقصه الاخرون في داخـل اسـوار بلـداتهم وفـي حصـونهم، وحاصـرهم زكرويـهُ أيام، ويبـدو ان قوافـل الحـج لـم تكـون تـذهب او تعـود مجتمعـه بـل علـى شـكل مجموعـات واحـده تلحـق بـالأخرى، وكانـت قافلـة الخراسـانيين تسـير لاحقـة بقوافـل اخـرى، وعنـد فـوات القافلـة الاولـى وخلاصـها التقـى زكرويـه بقافلـة الخرسـانين فـي منطقـة تعرف بـ : عقبة الشيطان وهي عائدة من مكة فالتقى بها محارباً فصـمدوا بوجهـه وقـاتلوه، ويبـدو أن القوافل كانت متأهبة جيدا لمثل هذه المواقف، لكنه احتـال علـيهم عنـدما سـألهم ان كـان نائـب السـلطنة معهـم فـي القافلـة زاعمـا انـه يسـعى فـي طلبـه فقـط، فأجـابوه انـه لـيس معهـم فذهب ويبدو انهـم اطمـأنوا ظـانين مصـدقين ان زكرويـه يطلـب نائـب السـلطنة ولا شـأن لـه بهـم ثـم ما لبث أن عاد إليهم مهاجماً وأوقع بهم قتلاً وسبياً ومـع وجـود قـوة تابعـه لسـلطة بغـداد المركزيـة قريبـة مـن المكـان الا ان قائـدها واسـمه: عـلان بـن كشـمر عنـدما التقـاه بعـض المنهـزمين واخبـروه بانه لا يريد تعريض اصحاب السـلطان للخطـر، ولا نعرف واجباً للجنود سوى القيام بواجب الحرب والتعرض للخطر لكنه كان كما يبدو آمناً من الحساب.